# Cinéma d'animation en Azerbaïdjan
L'histoire de l'animation azerbaïdjanaise est jusqu'à présent un domaine presque inexploré pour la théorie et l'histoire du cinéma occidental. La plupart de la production d'animation pour le cinéma et la télévision en Azerbaïdjan a été créée à l'époque soviétique. Une longue histoire s'entrecroise entre l'art, la politique et l'économie en constante évolution.

## Histoire

### Ère soviétique
La création de films d'animation en Azerbaïdjan remonte au début des années 1930. En 1933, les employés du studio Azerbaijanfilm ont acheté le matériel nécessaire à Moscou. La même année, ils ont utilisé l’animation technique dans la production des documentaires "Lokbatan et Symphonie pétrolière". En 1938, le film éducatif Jat est le premier long métrage où l'animation est pleinement utilisée.
Après la sortie du film Jat, un groupe d'artistes a décidé de réaliser pour la première fois un film d'animation dans le studio de cinéma. Le thème du film est tiré des contes folkloriques azerbaïdjanais. Le décor appelé "Abbasın bədbəxtliyi" (le malheur d'Abbas) a été écrit par A.Papov. Le film d'animation a été réalisé par E. Dikaryov. Les scènes de l'animation ont été dessinées par les artistes G. Khalykov, J.Zeynalov, M.Magomayev et A.Mirzayev. L'opérateur du film était Q.Yegiazarov.
Le studio de cinéma a utilisé les dessins animés dans la production de centaines de films scientifiques, documentaires. Dans la création de ces films, les acteurs J.Zeynalov, M.Rafiev, A.Akhundov, N.Mammadov, B.Aliyev et A.Milov ont participé.

### Ère de la République
Après la dissolution de l'URSS, la situation des animateurs azerbaïdjanais a radicalement changé. Dans les années 90, Azanfilm a réalisé 19 films d'animation, dont Bir dəfə haradasa ... (Une fois quelque part ...), Oda (Ode), Göyçək Fatma (Jolie Fatma), Karvan (Caravan), Sohbatul-Esmar.
En 1991, l'animation de cellule İthaf (Dédicace), qui était dédiée aux victimes de la répression stalinienne, a reçu le diplôme du Festival international du film d'Oberhauzen, le premier prix le plus réussi du Festival de la Fédération internationale du film d'animation de Kiev KROK-91 et le meilleur prix du film d'animation Vision du Festival international du film de Bakou oriental.
Dans les années 2000, l'animation azerbaïdjanaise est entrée dans une nouvelle crise, toutes les chaînes azerbaïdjanaises reportant indéfiniment le financement de tous les projets. En 2008, le ministère azerbaïdjanais de la culture et du tourisme a célébré le 75e anniversaire de l'animation azerbaïdjanaise.

## Musée d'animation d'Azerbaïdjan
Le musée d'animation azerbaïdjanais du nom de Nazim Mammadov a été créé en 2015 avec le soutien de la Fondation pour la jeunesse sous l'égide du président de la République d'Azerbaïdjan et du ministère de la Culture et du Tourisme d'Azerbaïdjan et à l'initiative du consulat d'art d'Azerbaïdjan. Le musée porte le nom de Nazim Mammadov, le fondateur du film d'animation azerbaïdjanais.
Nazim Mammadov a travaillé pour le studio de cinéma nommé d'après Jafar Jabbarli pendant de nombreuses années et est devenu le fondateur de l'animation azerbaïdjanaise. Il a également été impliqué dans la peinture, le graphisme et les illustrations de plus de 400 livres pour enfants. La création du musée vise à éduquer les jeunes sur l'histoire de l'animation azerbaïdjanaise.